# Caligula, la véritable histoire
Pour plus de détails, voir Fiche technique et Distribution.
Caligula, la véritable histoire (Caligola: La storia mai raccontata) est un film historique pornographique coécrit et réalisé par Joe D'Amato (crédité comme David Hills), sorti en 1982.

## Synopsis
Despote sanguinaire et dément, insomniaque et épileptique, Caligula règne sur Rome au gré de ses pulsions meurtrières. Protégé des nombreux comploteurs par son fidèle esclave Ulmar, il terrorise les sénateurs et projette de rénover Rome en la dotant d'un gigantesque palais, dont le financement passera par un fastueux et orgiaque banquet où les invités devront dépenser sans compter. L'empereur fou et débauché multiplie les martyrs et les bains de sang, régnant sur un peuple opprimé et terrorisé. Il assassine notamment une jeune chrétienne, Livia, et son amant parce qu'elle se refusait à lui. Proche de la victime, Miriam, est une adoratrice du Dieu égyptien Anubis et décide de la venger. Elle se fait passer pour une fille de joie afin d'approcher Caligula pour le séduire. Mais Miriam s'avère être réellement attirée par l'empereur sanguinaire malgré ses orgies démentielles et sanglantes.

## Fiche technique
- Titre : Caligula, la véritable histoire
- Titre original : Caligola: La storia mai raccontata
- Titre anglais : Caligula II: The Untold Story
- Réalisation : Joe D'Amato (crédité comme David Hills)
- Scénario : Joe D'Amato (crédité comme David Hills) et George Eastman (crédité comme Richard Franks)
- Montage : George Morley
- Musique : Carlo Maria Cordio
- Photographie : Joe D'Amato (crédité comme Federico Slonisco)
- Production : 	Joe D'Amato (crédité comme Alexander Sussman)
- Société de production : Cinema 80
- Pays d'origine :  Italie
- Langue originale : italien
- Format : couleur
- Genre : historique, pornographique
- Durée : 102 minutes (version soft) / 125 minutes (version hard)
- Dates de sortie : 
  -  Italie : 2 février 1982
  -  France : 29 juin 1983
- Affiche : Jean Mascii (France)

## Distribution
- David Brandon (crédité comme David Cain Haughton) : Caligula
- Laura Gemser : Miriam
- Luciano Bartoli (crédité comme Oliver Finch) : Messala
- Charles Borromel : Petreius
- Fabiola Toledo : Livia
- Sasha D'Arc : Ulmar / le garde
- Alessandro Freyberger (crédité comme Alex Freyberger) : Ezio
- Larry Dolgin : Cornelius
- Gabriele Tinti : Marcellus Agrippa
- John Alin : Tullio Gallio
- Ulla Luna : Clizia
- Michele Soavi : Domitius
- Joan McCoy
- Didi Franks
- Giorgia Williams
- Jessica Lopez
- Patricia Queen
- Donatella Down
- Renato Cecchetto : Galenus